# Toyota Center (Houston)
Pour l’article homonyme, voir Toyota Center.
Le Toyota Center est une salle omnisports située au 1510 Polk Street dans le centre-ville de Houston, au Texas.
Nommé d'après le nom du fabricant automobile japonais Toyota, il est depuis son ouverture le parquet des Rockets de Houston de la National Basketball Association et la patinoire des Aeros de Houston de la Ligue américaine de hockey. Les Comets de Houston de la Women's National Basketball Association ont quitté la salle en 2007 pour jouer leur matchs à domicile dans la plus petite mais confortable Reliant Arena. Le Toyota Center a une capacité de 18 332 places pour le basket-ball, 17 800 pour le hockey sur glace et plus de 19 300 pour les concerts, puis il dispose de 103 suites de luxe et 2 900 sièges de club.

## Histoire
En 2002, les équipes sportives de Houston avaient fait pression sur la ville pour obtenir une nouvelle arène et remplacer le vétuste Compaq Center (The Summit) et ses 16 285 places. En conséquence, le Toyota Center fut établi et il est depuis devenu leur nouvelle salle. La construction du nouveau bâtiment débuta le 31 juillet 2001.
Le Toyota Center fut inauguré le 6 octobre 2003 et environ 2 500 ouvriers ont ainsi travaillé à plein temps pendant 2 ans pour son édification. Le coût de l'arène est estimé à 202 millions $ de dollars (232 millions $ avec le Tundra Garage pouvant abriter 2 500 voitures) et ses concepteurs sont des architectes des sociétés Morris, HOK Sport et John Chase. Les Rockets de Houston ont payé 8,5 millions $ de dollars pour la louer et c'est le 23 juillet 2003 que Toyota acheta les droits d'appellation du bâtiment en signant un contrat de 140 millions $ de dollars sur 20 années.
Gagnant de la récompense Allen Award for Civic Enhancement par Central Houston en 2003, le "Rookie of the Year" par Harlem Globetrotters en 2004 et un qualifié aux finales pour la récompense du "Best New Concert Venue" du Pollstar Magazine, le Toyota Center a accueilli plus de 1,5 million de visiteurs pendant sa première année.
Le premier événement après la cérémonie d'ouverture était un concert de Fleetwood Mac le 6 octobre 2003 et le premier match des Rockets de Houston dans leur nouveau domicile était contre les Nuggets de Denver le 30 octobre 2003.
Conçu par HOK Sport and Entertainment Group avec la firme Morris Architects qui est basée à Houston, le Toyota Center est accentué par de grandes fenêtres ouvertes et des sièges parmi les plus confortables que dans n'importe quelle autre arène. La surface de jeu de la salle est placée presque 10 mètres au-dessous du niveau de la rue, donnant au Toyota Center la plus grande rangée inférieure des sièges de n'importe quelle arène du pays. Couplé au Lexus Lounge et Red and White Bistro’s, le center offre quelque chose pour chacun qui fait de lui le point le plus chaud pour les sports et le divertissement à Houston.
Au début de la saison 2012-2013 de la NBA, le Toyota Center possède le plus grand tableau central jamais installé dans un aréna, il est tout à fait similaire à celui du vaste Cowboys Stadium de Dallas : deux larges écrans panoramiques (18 mètres de long sur 8 mètres de haut), et deux autres qui sont de forme carrée de 8 mètres sur 8. Ce nouveau tableau d'affichage est le plus grand de la NBA, dépassant ainsi celui du Centre Bell de Montréal à titre d'amphithéâtre ayant le plus gros tableau indicateur au monde.

## Évènements
- Concert de Fleetwood Mac, 6 octobre 2003
- Concert de Metallica et Godsmack, 16 novembre 2004
- WWE No Mercy, 9 octobre 2005
- Concert de U2  (Vertigo Tour 2005), 28 octobre 2005
- NBA All-Star Game 2006, 19 février 2006
- Concert de High School Musical, 18 décembre 2006
- WWE SmackDown, 28 janvier 2007
- UFC 69: Shootout, 7 avril 2007
- Concert de Eric Clapton, 2 mars 2007
- Concert de Justin Timberlake (Future Love Sex Tour), 4 mars 2007
- WWE Vengeance, 24 juin 2007
- Concert de Keith Urban, 5 juillet 2007
- Concert de Red Hot Chili Peppers (Stadium Arcadium Tour), 7 mars 2007
- Concert de RBD (Tour Generación), 30 octobre 2007
- Latin Grammy Award, 13 novembre 2008
- WWE Hall of Fame 2009, 4 avril 2009
- WWE Raw, 6 avril 2009
- Concert de Britney Spears (The Circus Starring : Britney Spears), le 16 septembre 2009
- Concerts de Taylor Swift (Fearless Tour), 25 et 26 mai 2010
- TLC: Tables, Ladders & Chairs, 19 décembre 2010
- Concerts de Lady Gaga : The Monster Ball Tour le 8 avril 2011, The Born This Way Ball Tour le 31 janvier 2013, artRAVE : The ARTPOP Ball le 16 juillet 2014 puis dernièrement Joanne World Tour le 3 décembre 2017
- Concert de Rihanna (Loud Tour), 9 juillet 2011
- Concerts de Madonna (The MDNA Tour), les 24 et 25 octobre 2012
- NBA All-Star Game 2013, 17 février 2013
- Concert de One Direction (Take Me Home Tour), 21 juillet 2013
- Concert de Demi Lovato (The Neon Lights Tour), 19 février 2014
- Concert de Madonna (Rebel Heart Tour), le 12 janvier 2016
- Concert de Demi Lovato et Nick Jonas (Future Now Tour), 9 septembre 2016
- Concerts de Madonna (The Celebration Tour), les 28 et 29 mars 2024
- WWE Raw, 30 décembre 2024

## Galerie

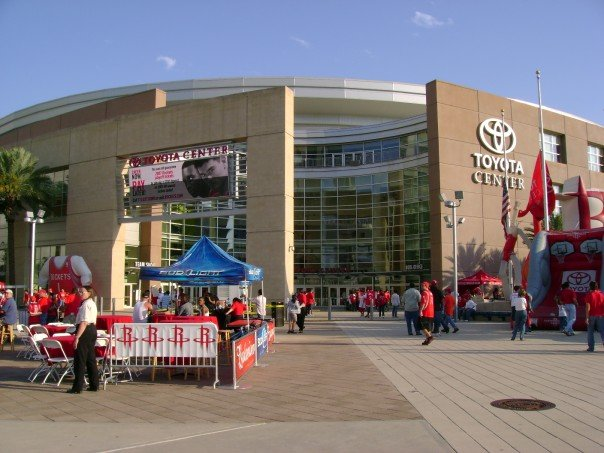
Vue extérieure
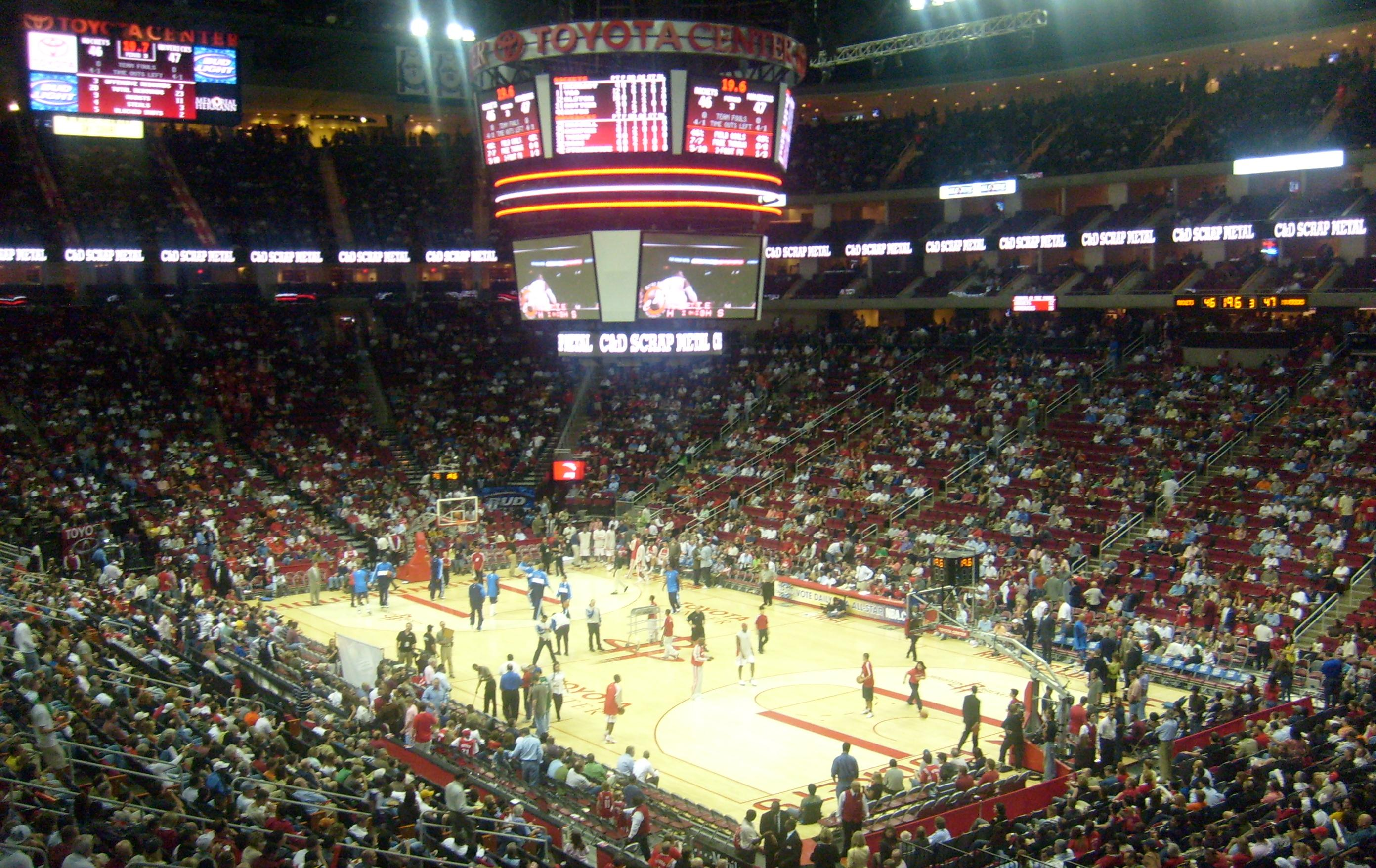
Parquet des Rockets de Houston
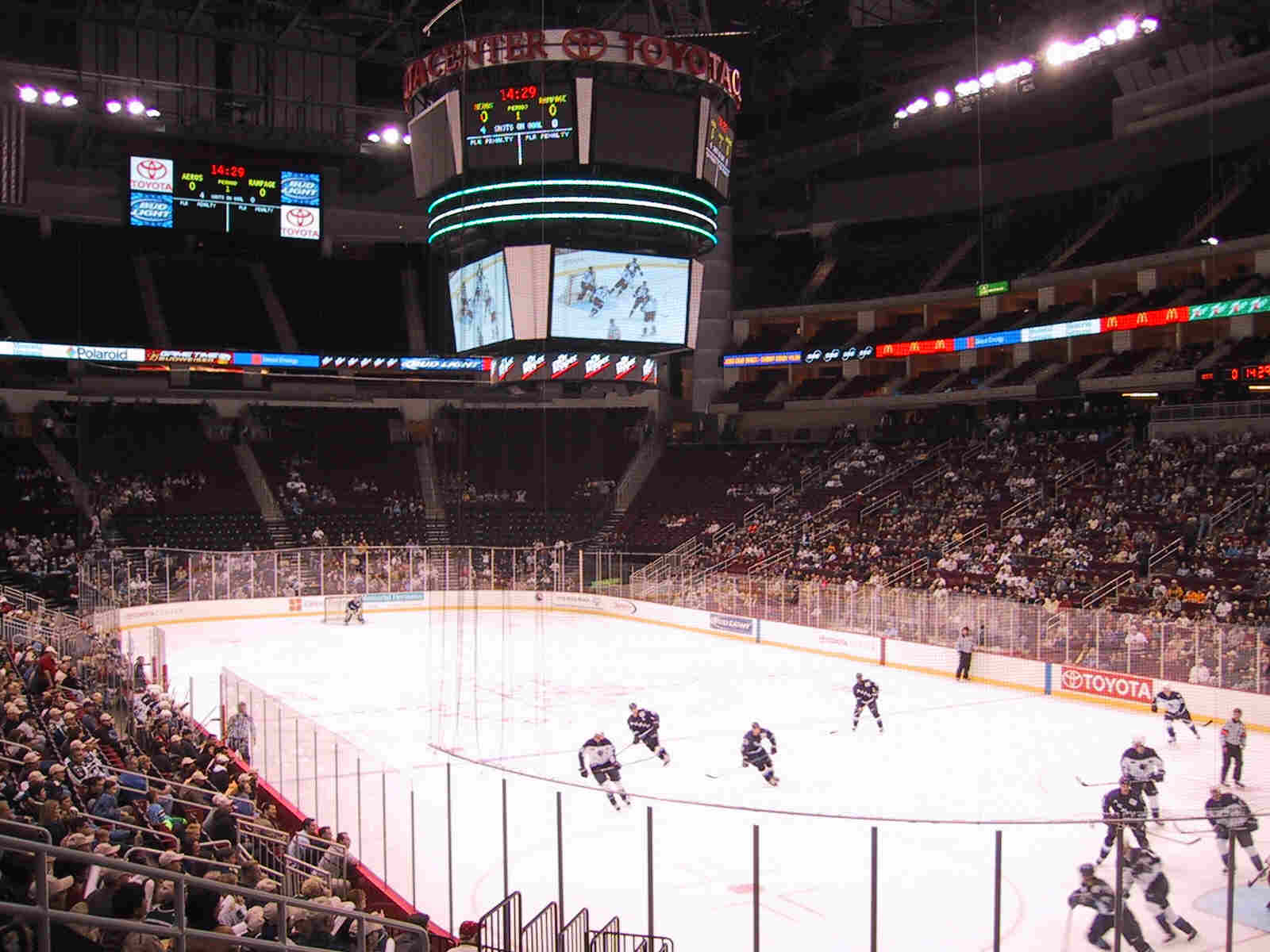
Patinoire des Aeros de Houston
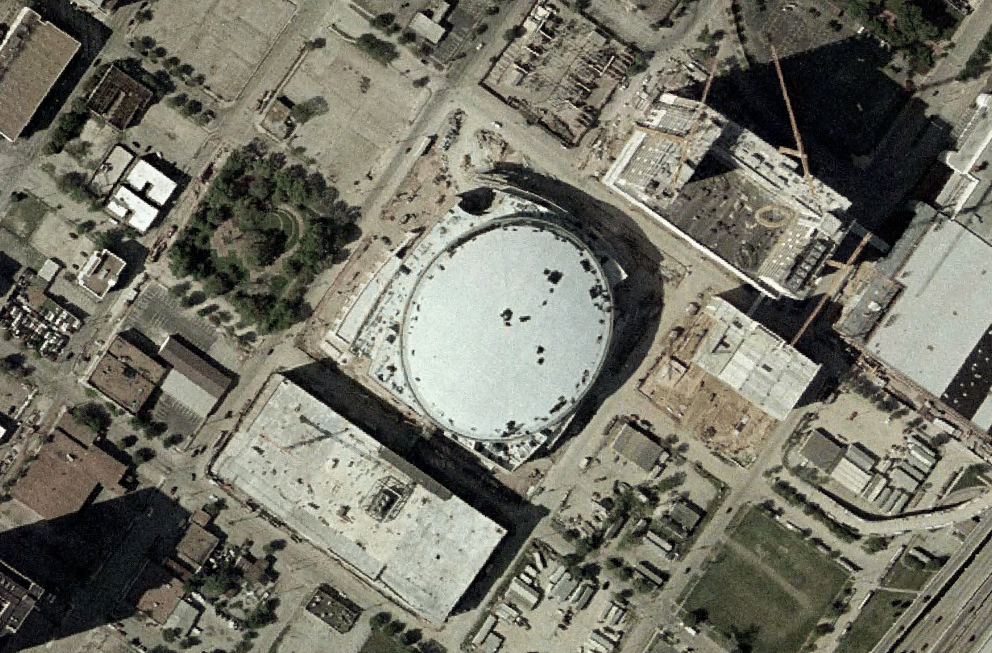
Image satellite du Toyota Center en construction